# Xian de Yangxin (Hubei)
Pour les articles homonymes, voir Yangxin.
Le xian de Yangxin (chinois : 阳新县 ; pinyin : yángxīn xiàn) est un district administratif de la province du Hubei en Chine. Il est placé sous la juridiction de la ville-préfecture de Huangshi.

## Transports
En 2016, des travaux débutent pour une liaison ferroviaire à grande vitesse entre le Xian et Wuhan, le chef lieu de la province. La mise en service de la ligne devrait s'effectuer en 2017.

## Démographie
La population du district était de 972 888 habitants en 1999.